# گوومنو
گوومنو (به لاتین: Głomno) یک روستا در لهستان است که در گمینا بارتوشتسه واقع شده‌است.